# Індепендьєнте Медельїн
«Корпорасьйо́н Депорті́ва Індепендьє́нте Медельї́н» (ісп. «Corporación Deportiva Independiente Medellín»), або «Індепендьєнте Медельїн» (ісп. «Independiente Medellín») — колумбійський футбольний клуб з Медельїна. Заснований 5 квітня 1913 року.

## Досягнення
- Чемпіон Колумбії (6): 1955, 1957, 2002 Ф, 2004 А, 2009 Ф, 2016 А
- Володар кубка Колумбії (3): 1981, 2019, 2020